# Du Chao
Du Chao (chinesisch 杜超, Pinyin Dù Chāo; * 18. Oktober 1982) ist ein ehemaliger  chinesischer Eishockeyspieler, der für verschiedene chinesische Teams in der Asia League Ice Hockey spielte.

## Karriere
Du Chao begann seine Karriere als Eishockeyspieler beim regionalen Team in Harbin, für das er seit 1999 in der Chinesischen Eishockeyliga antrat und dort 2002 und 2003 Landesmeister wurde. Seit 2004 spielte er mit der Mannschaft, die sich 2006 in Hosa Ice Hockey Team umbenannte, in der Asia League Ice Hockey. Als sich sein Team mit der Mannschaft Changchun Fuao zusammenschloss, erhielt auch Du beim Fusionsprodukt China Sharks in Shanghai einen Vertrag. Nach einem Jahr ging er nach Qiqihar zurück in die chinesische Liga. Von 2009 bis zu seinem Karriereende 2010 stand er für China Dragon in der Asia League Ice Hockey auf dem Eis.

### International
Für China nahm Du Chao im Juniorenbereich an der Asien-Division I der U18-Junioren-Weltmeisterschaft 2000 teil.
Im Seniorenbereich stand der Stürmer im Aufgebot Chinas bei den Weltmeisterschaften der Division I 2002, 2005 und 2007 sowie der Division II 2003, 2004, 2006, als er zweitbester Torschütze hinter dem Südkoreaner Kim Ki-sung wurde, 2008 und 2009. Zudem vertrat er seine Farben bei der Qualifikation für die Olympischen Winterspiele 2006 in Turin.

## Erfolge und Auszeichnungen
- 2002 Chinesischer Meister mit der Mannschaft aus Harbin
- 2003 Chinesischer Meister mit der Mannschaft aus Harbin
- 2004 Aufstieg in die Division I bei der Weltmeisterschaft der Division II, Gruppe A
- 2006 Aufstieg in die Division I bei der Weltmeisterschaft der Division II, Gruppe A

## Asia-League-Statistik
(Stand: Ende der Saison 2009/10)